# Arcebispo da Cantuária
O Arcebispo da Cantuária (em inglês:  Archbishop of Canterbury) é o bispo sênior e primaz da Igreja Anglicana, o líder espiritual da Comunhão Anglicana em todo o mundo e o bispo diocesano da diocese da Cantuária. O mais recente arcebispo foi Justin Welby, que foi entronizado na Catedral de Canterbury em 21 de março de 2013. Welby é o 105º de uma linha que remonta a mais de 1400 anos a Agostinho de Canterbury, o "Apóstolo dos Ingleses", enviado de Roma em 597. Welby sucedeu Rowan Williams.
Cada província (43 em todo o mundo) é autônoma, formando a Comunhão Anglicana que segue seus preceitos litúrgicos, exclusivamente bíblicos, e orienta-se pelo Livro de Oração Comum. As igrejas anglicanas estão interligadas por laços de afeição e lealdade comum e permanecem em plena comunhão com a Sé de Cantuária. Por isso, o Arcebispo de Cantuária é o símbolo da unidade Anglicana. Ele convoca a Conferência de Lambeth, que se realiza a cada dez anos, e preside a reunião dos bispos primazes e o Conselho Consultivo Anglicano.
O mais recente arcebispo foi Justin Welby (105°).
A Comunhão Anglicana é coordenada e assessorada pela Conferência de Lambeth, ocorrida a cada dez anos no Lambeth Palace, pela Reunião dos Primazes e pelo Conselho Consultivo Anglicano
Desde o tempo de Agostinho até o século XVI, os arcebispos de Canterbury estavam em plena comunhão com a Sé de Roma e geralmente recebiam o pálio do papa. Durante a Reforma Inglesa, a Igreja da Inglaterra rompeu com a autoridade do Papa. Thomas Cranmer tornou-se o primeiro proprietário do cargo após a Reforma Inglesa em 1533. Na Idade Média, houve considerável variação nos métodos de nomeação do Arcebispo de Canterbury e outros bispos. Em vários momentos, a escolha foi feita pelos cânones da catedral de Canterbury, do papa ou do rei da Inglaterra. Desde a Reforma Inglesa, a Igreja da Inglaterra tem sido mais explicitamente uma igreja estatal e a escolha é legalmente a da Coroa; hoje é feito pelo monarca reinante a conselho do primeiro-ministro britânico, que por sua vez recebe uma lista de dois nomes de um comitê ad hoc chamado Comissão de Nomeações da Coroa.
O cargo está atualmente vago após a renúncia de Justin Welby, o 105º arcebispo, efetiva em 7 de janeiro de 2025.
Durante a vacância, as funções oficiais do cargo foram delegadas principalmente ao arcebispo de Iorque, Stephen Cottrell, com algumas também realizadas pela bispa de Londres, Sarah Mullally, e pela bispa de Dover, Rose Hudson-Wilkin.

## Papéis e funções
Hoje o arcebispo ocupa quatro papéis principais:
1. Ele é o bispo diocesano da Diocese da Cantuária, que cobre a parte oriental do condado de Kent. Fundado em 597, é o mais antigo da Igreja inglesa.
2. Ele é o arcebispo metropolitano da Província da Cantuária, que cobre os dois terços do sul da Inglaterra.
3. Ele é o superior primaz e figura religiosa principal da Igreja da Inglaterra. Juntamente com o seu colega Arcebispo de Iorque, ele preside o Sínodo Geral e participa ou preside a muitos dos importantes conselhos e comitês da igreja; No entanto, o poder na igreja não é altamente centralizado, de modo que os dois arcebispos podem frequentemente liderar somente através da persuasão. O arcebispo de Canterbury desempenha um papel central em cerimônias nacionais como a coroação do monarca britânico. devido ao seu alto perfil público, suas opiniões são frequentemente demandadas pela mídia.
4. Como líder espiritual da Comunhão Anglicana, o arcebispo é reconhecido por convenção como "primus inter pares" ("primeiro entre iguais") de todos os anglicanos e primazes em todo o mundo. Desde 1867 convocou reuniões mais ou menos decenais de bispos anglicanos em todo o mundo, as Conferências de Lambeth.

Nas duas últimas dessas funções, ele tem um importante papel ecumênico e inter-religioso, falando em nome dos anglicanos na Inglaterra e no mundo.
A principal residência do arcebispo é o Palácio de Lambeth, no bairro londrino de Lambeth. Ele também tem uma residência no Old Palace, Canterbury, localizado ao lado da Catedral de Canterbury, onde fica a cadeira de Santo Agostinho.
Como titular de uma das "cinco grandes sés" (sendo as outras York, Londres, Durham e Winchester), o Arcebispo de Canterbury é ex-officio um dos Lordes Espirituais da Câmara dos Lordes. Ele é um dos homens mais graduados da Inglaterra e o mais alto não real na ordem de precedência do Reino Unido.
Desde que Henrique VIII rompeu com Roma, os arcebispos da Cantuária foram selecionados pelo monarca inglês (britânico desde o ato da união em 1707). Desde o século XX, a nomeação de arcebispos de Canterbury alterna convencionalmente entre anglo-católicos e evangélicos.
O atual arcebispo, Justin Welby, o 105º Arcebispo de Cantuária, foi entronizado na Catedral de Canterbury em 4 de fevereiro de 2013. Como arcebispo, ele se autoproclama Justin Cantuar. Seu antecessor, Rowan Williams, 104º Arcebispo de Canterbury, foi entronizado na Catedral de Canterbury em 27 de fevereiro de 2003. Imediatamente antes de sua nomeação para Canterbury, Williams era o Bispo de Monmouth e Arcebispo de Gales. Em 18 de março de 2012, Williams anunciou que deixaria o cargo de arcebispo de Canterbury no final de 2012 para se tornar mestre do Magdalene College, em Cambridge.

### Funções adicionais
Além de seu ofício, o arcebispo também ocupa vários outros cargos; por exemplo, ele é presidente conjunto do Conselho dos Cristãos e Judeus no Reino Unido. Alguns cargos que ele formalmente detém "ex officio" e outros praticamente (o titular do dia, embora nomeado pessoalmente, é nomeado por causa de seu cargo). Entre eles:
- Cancelário da Universidade Christ Church de Canterbury [7]
- Visitante para as seguintes instituições acadêmicas:
  - All Souls College, Oxford
  - Selwyn College, Cambridge
  - Merton College, Oxford
  - Keble College, Oxford
  - Ridley Hall, Cambridge
  - A Universidade de Kent (campus principal localizado em Canterbury)
  - King's College London
  - Universidade do King's College
  - Sutton Valence School
  - Escola Benenden
  - Escola Cranbrook
  - Haileybury e Imperial Service College
  - Escola de Harrow
  - Escola de King College, Wimbledon
  - Escola do Rei, Canterbury
  - Escola de São João, Leatherhead
  - Faculdade de Marlborough
  - Dauntsey's School
  - Wycliffe Hall, Oxford (também patrono)
- Governador da Charterhouse School
- Governador do Wellington College
- Visitante, The Dulwich Charities
- Visitante, Whitgift Foundation
- Visitante, Hospital da Abençoada Trindade, Guildford (Fundo do Abade)
- Administrador, Bromley College
- Trustee, Allchurches Trust
- Presidente da Corporação de Church House, Westminster
- Diretor, Canterbury Diocesan Conselho de Finanças
- Patrono, escola de St Edmund Canterbury
- Patrono, a Companhia Venerável de Clérigos Paroquiais
- Patrono, Prisioneiros no Exterior
- Patrono, o Kent Savers Credit Union

### Ecumênico e interconfessional
O arcebispo de Canterbury é também um presidente das Igrejas Unidas na Inglaterra (uma organização ecumênica). Geoffrey Fisher, 99º Arcebispo de Canterbury, foi o primeiro desde 1397 a visitar Roma, onde manteve conversas privadas com o Papa João XXIII em 1960. Em 2005, Rowan Williams tornou-se o primeiro Arcebispo de Canterbury a comparecer a um funeral papal desde o Reforma. Ele também participou da inauguração do Papa Bento XVI. O 101º arcebispo, Donald Coggan, foi o primeiro a participar de uma inauguração papal, a do papa João Paulo II em 1978.
Desde 2002, o Arcebispo de Canterbury tem co-patrocinado o processo de Paz no Oriente Médio de Alexandria com o Grande Mufti do Egito. Em julho de 2008, o arcebispo participou de uma conferência de cristãos, judeus e muçulmanos convocada pelo rei da Arábia Saudita, na qual a noção do "choque de civilizações" foi rejeitada. Os delegados concordaram "nas diretrizes internacionais para o diálogo entre os seguidores de religiões e culturas". Os delegados disseram que "o aprofundamento dos valores morais e dos princípios éticos, que são denominadores comuns entre tais seguidores, ajudariam a fortalecer a estabilidade e alcançar a prosperidade para todos os seres humanos".